# روبرت ثوربورن
روبرت ثوربورن هو سياسي كندي، ولد في 28 مارس 1836 في المملكة المتحدة، وتوفي في 12 أبريل 1906 بسانت جونز في كندا. انتخب Premier of Newfoundland and Labrador ‏ (12 أكتوبر 1885 – 1 ديسمبر 1889).